# Delta Sigma Theta
Delta Sigma Theta est une sororité africaine-américaine fondée le 13 janvier 1913 par certaines des membres de Alpha Kappa Alpha pour fonder une sororité qui agit pour les droits des femmes et le service public. Myra Davis Hemmings (en) en est la présidente, Ethel Cuff Black (en) la vice-présidente. 
En mars 1913, les fondatrices de l’association participent au Défilé pour le suffrage féminin de 1913 à Washington. Avec l’Alpha Suffrage Club mené par Ida B. Wells elles sont les seules femmes noires à participer à l’événement. Plusieurs organisatrices de la marche s’opposent à leur présence, ne souhaitant pas donner le droit de vote aux personnes noires.
Le 28 avril 1979, la statue Fortitude (en) est inaugurée sur le campus de l’université Howard ; représentant une femme noire, elle honore les fondatrices de la sororité. 
En 1992, Delta Sigma Theta est la première organisation africaine-américaine à travailler avec Habitat for Humanity.

## Histoire

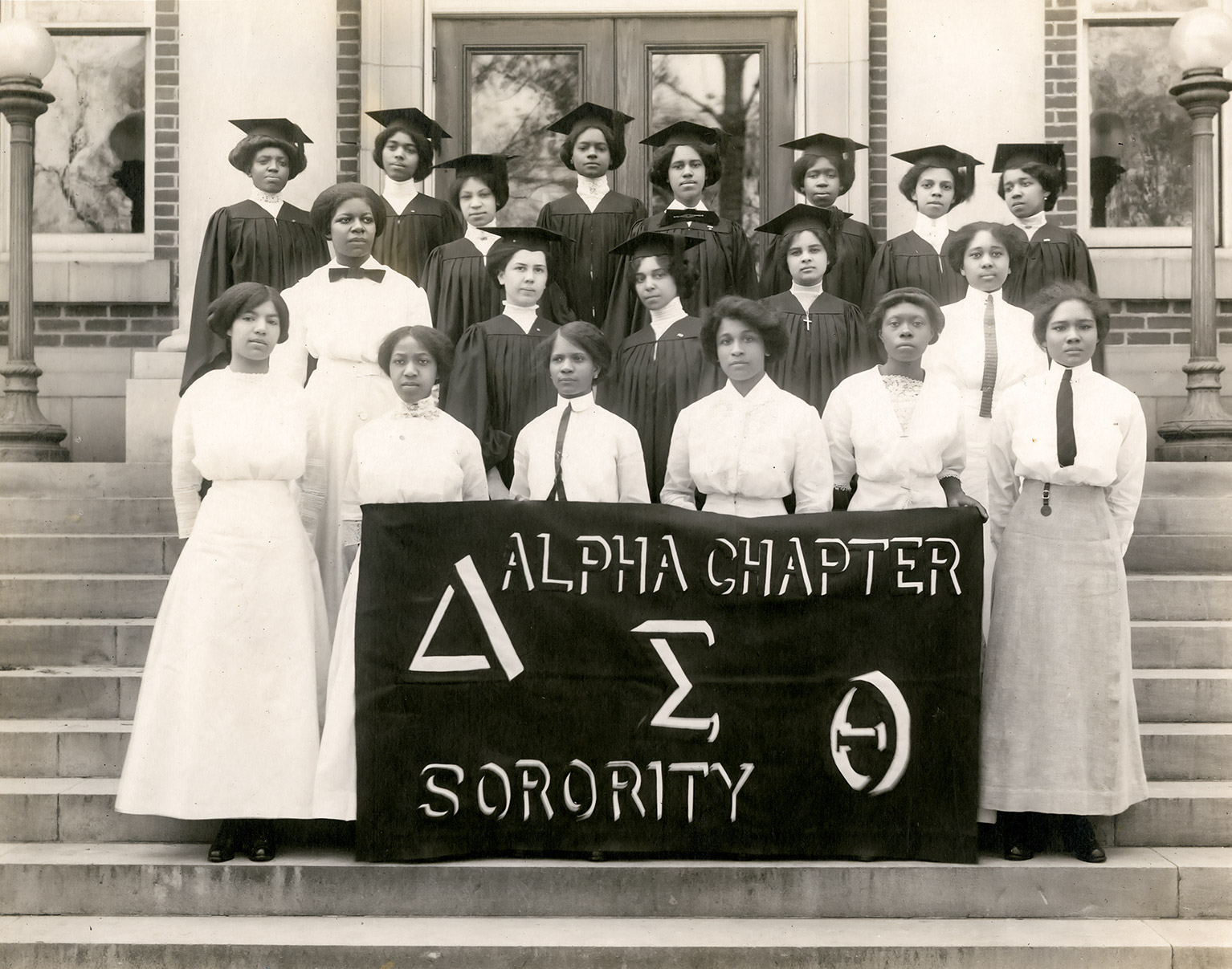
19 des fondatrices en 1913.

Certaines des fondatrices de l’organisation Delta Sigma Theta font partie de la sororité Alpha Kappa Alpha : Myra Davis Hemmings (en) en est la présidente, Ethel Cuff Black (en) la vice-présidente, Edith Motte Young la secrétaire, Jessie McGuire Dent la secrétaire correspondante, Winona Cargile Alexander (en) la gardienne, Frederica Chase Dodd la sergente d’arme et Pauline Oberdorfer Minor (en) la trésorière. Elles quittent Alpha Kappa Alpha, qui ne s’intéresse qu’à la vie sur le campus, pour fonder une sororité qui agit pour les droits des femmes et le service public ; en 1912, elles votent pour le nom Delta Sigma Theta. Elles remarquent qu’Alpha Kappa Alpha n’a pas d’existence légale et ne peut donc pas former de nouveaux chapitres locaux ni participer à des activités publiques. Cette nouvelle volonté politique cause une séparation : Nellie Quander, ancienne membre de la sororité, refuse la réorganisation et demande la création d’une nouvelle sororité, tandis que les 22 membres fondatrices du chapitre préfèrent renommer l’organisation existante et la réorganiser,. Ce sont elles qui l’emportent. La sororité Delta Sigma Theta est fondée le 13 janvier 1913 par vingt-deux étudiantes de l’université Howard,.
Le 18 février 1913, le chapitre Alpha de la sororité est légalement approuvé, ce qui en fait la seconde sororité africaine-américaine à obtenir des droits légaux dans le pays.
En mars 1913, les fondatrices de l’association participent au Défilé pour le suffrage féminin de 1913 à Washington, ce qui constitue leur premier acte politique de la vie publique. Elles se rendent à la manifestation avec leur bannière Delta Sigma Theta aux côtés de leur membre honoraire Mary Church Terrell ; avec l’Alpha Suffrage Club mené par Ida B. Wells elles sont les seules femmes noires à participer à l’événement. Elles affirment que les femmes noires doivent avoir le droit de vote pour combattre l’exploitation sexuelle, travailler librement, donner plus de pouvoir aux personnes noires, et accéder à une meilleure éducation. Plusieurs organisatrices de la marche s’opposent à leur présence, ne souhaitant pas donner le droit de vote aux personnes noires. Elles doivent donc se rassembler dans un lieu spécifiquement prévu pour elles au sein de la marche. Quander écrit à Alice Paul pour la prévenir de cette participation, à deux reprises ; Paul lui conseille d’appeler la National American Woman Suffrage Association et refuse de la rencontrer.

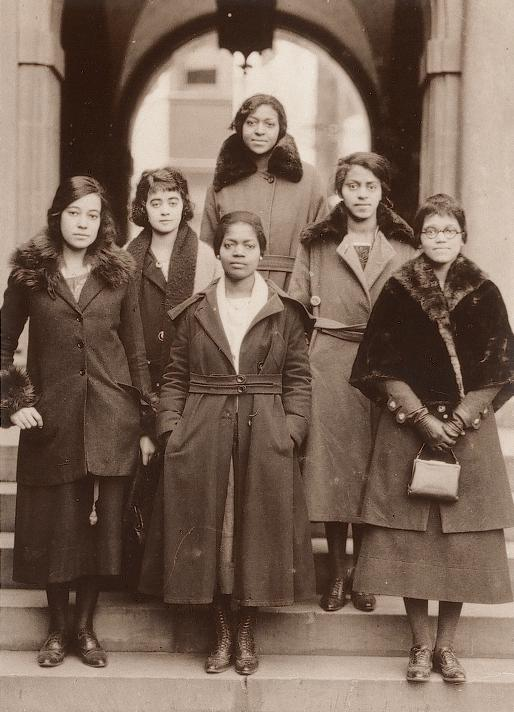
Membres de la sororité à la rencontre nationale de 1921.

Le second chapitre de la sororité, Beta, est fondé à l’université de Wilberforce le 5 février 1914. Le chapitre Gamma est fondé en 1918 à l’université de Pennsylvanie. Le chapitre Delta suit le 4 avril 1919 à l’université de l’Iowa et le chapitre Epsilon à l’université d’État de l’Ohio le 19 novembre 1919.
Les premiers chapitres de diplômées sont autorisés en 1920, à la seconde rencontre nationale de la sororité, dans les villes de New York et de Washington. La même année, la sororité inaugure la « May Week » que tous les chapitres observent à partir de 1921 : il s’agit d’une semaine de sensibilisation à l’éducation supérieure pour les communautés noires et en particulier pour les femmes noires.
En février 1921, Delta Sigma Theta devient la première sororité noire sur la Côte Ouest avec un chapitre à l’université de Californie.

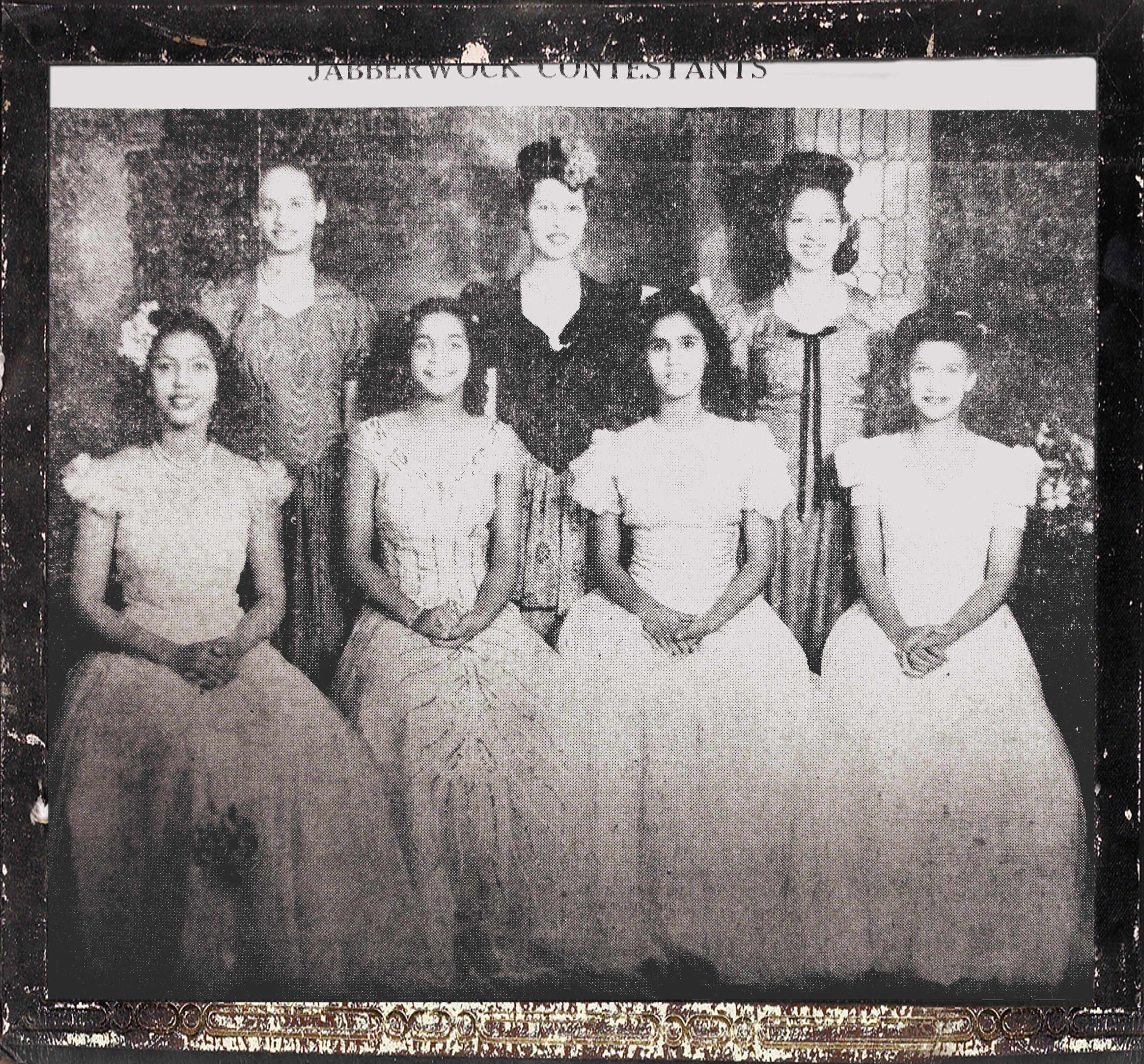
Participantes au Jabberwock Delta en 1945.

En 1925, Marion Conover-Hope crée le spectacle Jabberwock, qui sera annuel et sert de levée de fonds pour les chapitres de la sororité. Les dons reçus servent à payer des bourses d’étude et à financer des projets de services publics. Le 28 décembre 1947, la marque Jabberwock Delta est déposée par la sororité, qui devient officiellement propriétaire de l’événement.
En 1930, le Grand Chapitre de la sororité est incorporé, ce qui signifie que tout nouveau chapitre adopte automatiquement son règlement intérieur et ses statuts, facilitant leur création.
Le 6 mai 1931, le chapitre sigma de Delta Sigma Theta est le premier chapitre de la sororité dans le Sud des États-Unis, à Atlanta. Elle est composée de neuf femmes.
En 1937, la sororité lance l’idée du National Library Project, un service de bibliothèques itinérantes dans le Sud rural. Il est mis en place en 1945. La première bibliothèque itinérante est installée dans le comté de Franklin.
En 1941, l’organisation lance le Job Analysis and Opportunity Project qui sert à conseiller et accompagner des femmes noires dans le monde du travail.
En 1979, le chapitre des anciennes élèves de Washington fait construire Delta Towers, un bâtiment de dix étages contenant 150 appartements. Il ouvre en 1980 et héberge des personnes âgées et handicapées.
En 1992, Delta Sigma Theta est la première organisation africaine-américaine à travailler avec Habitat for Humanity. Entre 1992 et 1994, la sororité construit vingt-deux maisons dans les États-Unis. En 1996, elle construit quarante maisons au Ghana.
En 2003, un programme d’accès à la propriété du logement est lancée pour les membres de la sororité, leurs proches et le grand public. Il s’agit d’un ensemble de ressources et d’informations sur l’achat de logement, ainsi que de partenariats avec des organismes de prêt. Le 27 mars 2003, la sororité devient ONG consultante de l’Organisation des Nations unies.

## Postérité
Le 28 avril 1979, la statue Fortitude (en) est inaugurée sur le campus de l’université Howard ; représentant une femme noire, elle honore les fondatrices de la sororité,.

## Symboles

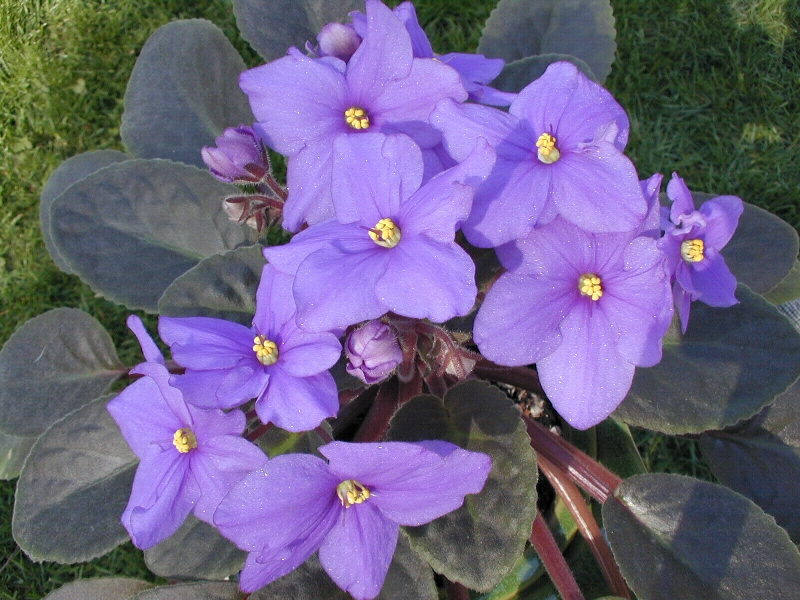
La violette africaine est un symbole de la sororité.

- Fleur : Saintpaulia

## Membres notables
- Shirley Ann Jackson
- Barbara Jordan
- Shirley Chisholm
- Lena Horne
- Leontyne Price
- Cicely Tyson
- Ruby Dee
- Nikki Giovanni
- Wilma Rudolph
- Ericka Dunlap
- Loretta Lynch
- Shonda Rhimes